# Briquet Griffon Vendéen
Briquet Griffon Vendéen là một giống chó săn bắt nguồn từ Pháp. Trước khi Chiến tranh thế giới thứ nhất xảy ra, nó được lai tạo để giảm kích thước bởi Comte d’Elva từ Grand Griffon Vendéen. Briquet Griffon Vendéen đã gần như bị tuyệt chủng sau Chiến tranh thế giới thứ hai, nhưng nhờ Hubert Dezamy, ông đã nỗ lực hồi sinh lại giống chó này

## Ngoại hình
Briquet Griffon Vendéen có đầu thủ ngắn, đôi tai thấp và bộ lông đôi rậm rạp. Nó có màu sắc rắn hoặc hỗn hợp, màu nâu vàng, nâu nhạt, trắng và cam, trắng và xám và thậm chí cả ba màu. Chiều cao của giống này là 50–55 cm và cân nặng là 48–53 cm

## Tập tính
Briquet Griffon Vendéen là một thợ săn dễ nóng nảy với sức chịu đựng và sự dũng cảm. Cũng như các con chó săn khác, Briquet Griffon Vendéen cần tận hưởng thời gian ở ngoài trời với gia đình. Mặc dù giống này dễ bị tổn thương, nhưng chúng là những con chó linh hoạt và nhiệt tình. Chúng cũng là bạn đồng hành tốt cho trẻ em.

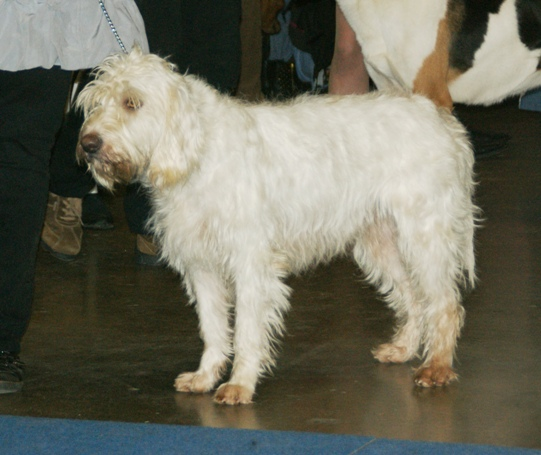
Briquet Griffon Vendéen

## Chăm sóc
Briquet Griffon Vendéen đều là những chó săn mồi có bản năng mạnh mẽ. Chúng phát triển mạnh khi có thể tập khứu giác của chúng ít nhất một lần một ngày. Với một khu vực rộng lớn, an toàn để ngửi và khám phá. Vì không được săn bắn nên Briquet Griffon Vendéen phải có thời gian ở ngoài trời. Đi dạo là điều tốt nhất cho giống chó săn này.
Bộ lông cần phải được chải chuốt thường xuyên. Đôi tai của nó có thể gây nhiễm trùng và cần được làm sạch thường xuyên.

## Website chính thức
- Club du Griffon Vendéen - Tiếng pháp